# CFスポルティング・マオネス
CFスポルティング・マオネス (Club de Fútbol Sporting Mahonés) は、スペイン・バレアレス諸島のメノルカ島に本拠地を置いていたサッカークラブ。1974年に設立され、メノルカ島の主都マオー＝マオンを拠点としていたが、2012年に解散した。

## 歴史

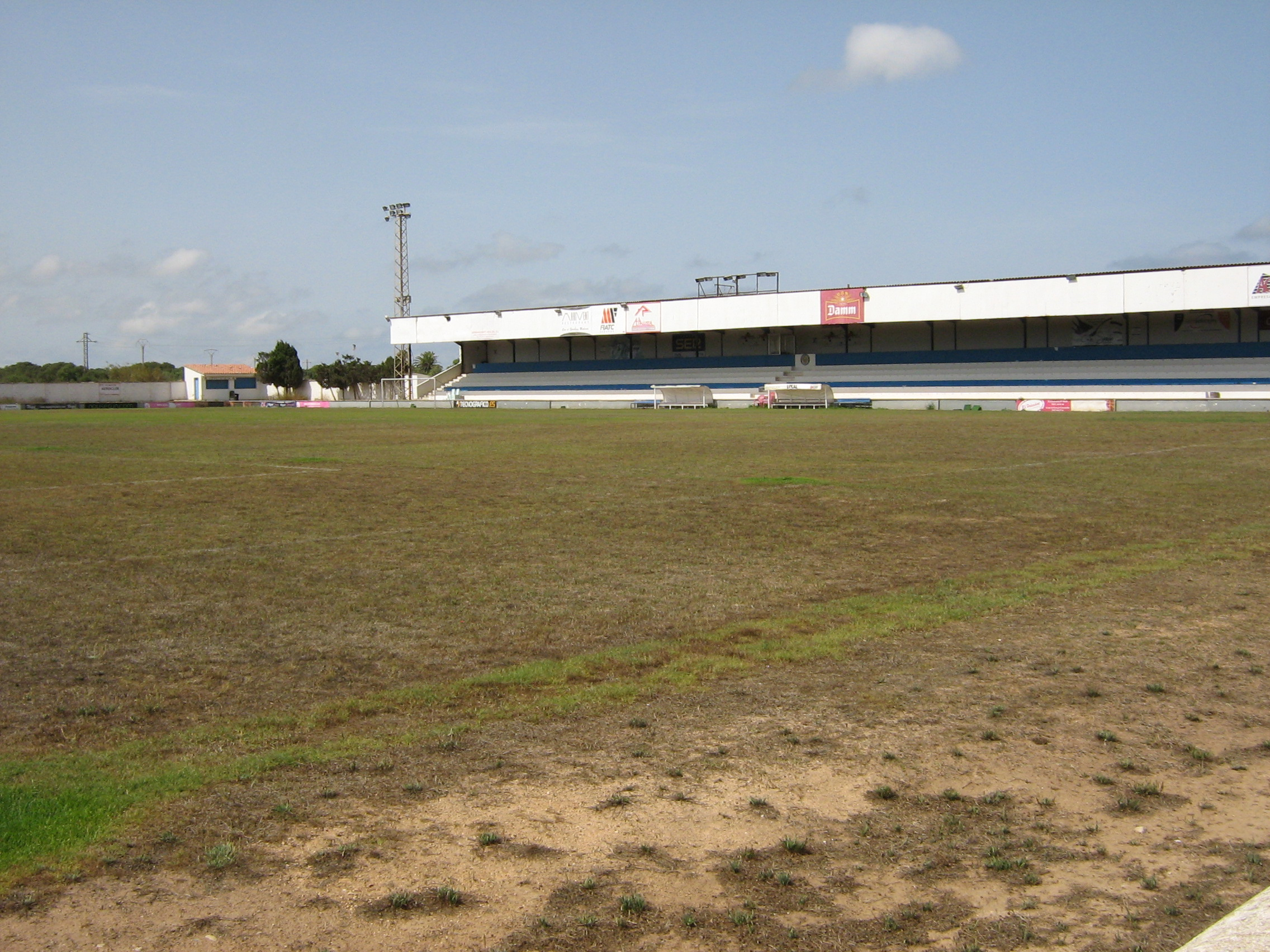
ホームスタジアムのカンプ・ビンタウファ

1974年7月、CDメノルカとUDマオーが合併してCFスポルティング・マオネスが設立された。当初はバレアレス諸島州リーグに所属していたが、1977年にはリーガ・エスパニョーラのテルセーラ・ディビシオン（4部）に昇格した。1986-87シーズンにはテルセーラ・ディビシオンで1位となってセグンダ・ディビシオンB（3部）に初昇格し、6シーズンの間セグンダBに在籍した。後にスペイン代表となるビセンテ・エンゴンガは、若手時代の1986年から1991年までCFスポルティング・マオネスでプレーした。1993-94シーズンから長らくテルセーラに在籍したが、2008-09シーズンは2位となってセグンダBに再昇格した。
2011-12シーズン途中の2012年1月24日、事実上すべてのプロ契約選手がチームから離脱したとして、リーグからの撤退を発表した。負債額は23万ユーロ以上に上り、残りのシーズンを消化できなかったのである。最終戦となったサン・アンドレウ戦には0-6で敗れた。
合併直後はCDメノルカのホームスタジアムであったサン・カルロス市立競技場をホームスタジアムとしたが、1978年にはUDマオーのホームスタジアムであったエスタディオ・マオネスにホームスタジアムを移した。やがてマオー＝マオンの南郊にある3000人収容のカンプ・ビンタウファに移った。

## 成績
| シーズン | 部  | リーグ     | 順位 | 国王杯 |
| -------- | --- | ---------- | ---- | ------ |
| 1974–77  | 4部 | 州リーグ   | —    |        |
| 1977-78  | 4部 | テルセーラ | 14位 |        |
| 1978-79  | 4部 | テルセーラ | 11位 |        |
| 1979-80  | 4部 | テルセーラ | 5位  |        |
| 1980-81  | 4部 | テルセーラ | 4位  |        |
| 1981-82  | 4部 | テルセーラ | 4位  |        |
| 1982-83  | 4部 | テルセーラ | 8位  |        |
| 1983-84  | 4部 | テルセーラ | 6位  |        |
| 1984-85  | 4部 | テルセーラ | 6位  |        |
| 1985-86  | 4部 | テルセーラ | 4位  |        |
| 1986-87  | 4部 | テルセーラ | 1位  |        |
| 1987–88  | 3部 | セグンダB  | 14位 |        |
| 1988–89  | 3部 | セグンダB  | 5位  |        |
| 1989–90  | 3部 | セグンダB  | 8位  |        |
| 1990–91  | 3部 | セグンダB  | 12位 |        |
| 1991–92  | 3部 | セグンダB  | 12位 |        |
| 1992–93  | 3部 | セグンダB  | 19位 |        |
| 1993-94  | 4部 | テルセーラ | 6位  |        |
| 1994-95  | 4部 | テルセーラ | 10位 |        |

| シーズン | 部  | リーグ     | 順位     | 国王杯 |
| -------- | --- | ---------- | -------- | ------ |
| 1995-96  | 4部 | テルセーラ | 14位     |        |
| 1996-97  | 4部 | テルセーラ | 10位     |        |
| 1997-98  | 4部 | テルセーラ | 3位      |        |
| 1998-99  | 4部 | テルセーラ | 11位     |        |
| 1999-00  | 4部 | テルセーラ | 5位      |        |
| 2000–01  | 4部 | テルセーラ | 14位     |        |
| 2001–02  | 4部 | テルセーラ | 16位     |        |
| 2002–03  | 4部 | テルセーラ | 14位     |        |
| 2003–04  | 4部 | テルセーラ | 16位     |        |
| 2004–05  | 4部 | テルセーラ | 4位      |        |
| 2005–06  | 4部 | テルセーラ | 4位      |        |
| 2006–07  | 4   | テルセーラ | 13位     |        |
| 2007–08  | 4部 | テルセーラ | 9位      |        |
| 2008–09  | 4部 | テルセーラ | 2位      |        |
| 2009–10  | 3部 | セグンダB  | 14位     |        |
| 2010–11  | 3部 | セグンダB  | 15位     |        |
| 2011–12  | 3部 | セグンダB  | 途中撤退 |        |

- 9シーズン : セグンダ・ディビシオンB（3部）
- 26シーズン : テルセーラ・ディビシオン（4部）

## 歴代監督
- ジョアン・セガーラ 1975-1976

## 歴代所属選手
- ルスラン・エラ（英語版）
- ビセンテ・エンゴンガ
- ビクトル・トーレス・メストレ（英語版）
- ジョアキン・モソ（英語版）